# Альгот Унтола
Альгот Унтола (28 листопада 1868 — 21 травня 1918) — фінський письменник та журналіст, писав під псевдонімами Майю Лассіла (фін. Maiju Lassila), Ірмарі Рантамала (фін. Irmari Rantamala), Вяйне Штенберг (фін. Väinö Stenberg), Й. І. Ватанен (фін. J. I. Vatanen), Ліісан-Антті (фін. Liisan-Antti), Юссі Порілайнен (фін. Jussi Porilainen).

## Життєпис
Народився на території громади Тохмаярві, що належала тоді до Великого князівства Фінляндського Російської імперії, у бідній селянській родині. 1879 року родина через борги була змушена переїхати у містечко Рускеала. Там невдовзі помирає батько. Невдовзі у родині з'явився вітчим, прізвище якого 1881 року і взяв собі хлопець.
1887 року, за допомоги місцевого священика-вчителя, Альгот Унтола вступив до Сортавальської вчительської семінарії. Через брак коштів навчання неодноразово переривалося. Остаточно закінчив навчання він 1891 року. Відтоді з 1891 по 1898 роки Альгот Унола працював вчителем народної школи у Раахе.
1898 року перебрався до тодішньої столиці Росії Санкт-Петербургу, де впродовж 6 років працював у посередницькій фірмі, що займалася торгівлею лісоматеріалами. Водночас він був есером, за припущенням, був членом бойової організації есерів, брав участь у підготовці замаху на міністра внутрішніх справ Плеве.
1904 року переїхав працювати у місто Лах'я вчителем у народній школі. Водночас працював редактором газет консервативного та соціал-демократичного спрямувань.
1917 року дотримувався лівих соціал-демократичних поглядів, підтримував Жовтневий переворот 1917 року у Росії. Був учасником фінської Червоної гвардії.
Був заарештований 12-13 квітня 1918 року після взяття Гельсінкі білогвардійцями. Загинув 21 травня 1918 року при перевезенні на пароплаві з Гельсінкі у Сантахамінську в'язницю. За однією з версій, втопився, намагаючись врятуватися втечею з корабля. За іншою — був розстріляний на кораблі. Ймовірно, похований на острові Вовчому у фортеці Суоменлінна у загальній могилі. На міському кладовищі Гельсінкі є кенотаф — символічне поховання письменника.
Був поліглотом: окрім фінської, російської та шведської, вільно володів латиною, англійською, німецькою, французькою мовами.

## Творчість
Писати почав 1903 року. Перші ж твори вийшли 1909 року. Основними творами його є «Той, що блукає» (1909), «По сірники» (1910), «Батько та син» (1914), «Від великого розуму» (1915), «Листи буржуа» (1916). Всього ж перу автора належить близько 30 книжок — романів, повістей та п'єс.

## Екранізація творів
1980 року знято радянсько-фінський фільм По сірники — екранізація однойменного твору.